# Аргус Филч
Аргус Филч е литературен фентъзи герой от романите за Хари Потър на Джоан К. Роулинг. Работи в Хогуортс като охрана. Той е лош и зъл. Има дълга коса.

## Биография
Аргус Филч е училищният пазач на училището за магия и вълшебство „Хогуортс“. Той има дълга, мазна коса и сбръчкано, брадясало лице. Винаги е облечен с кафяви, размъкнати дрехи. Той е безмощен, т.е. няма магьосническа дарба. Това се разбира в романа „Хари Потър и Стаята на тайните“, когато обвинява Хари, че е убил котката му г-жа Норис, която всъщност е нападната от базилиск. Филч е стопанинът на прословутата котка Госпожа Норис, за която на всички ученици им е лелеяна мечта да ѝ „теглят по един ритник“. В кабинета си Филч има цяло чекмедже с досиетата и провиненията на близнаците Фред и Джордж Уизли. Също така при всяко провинение на полтъргайстът Пийвс, той се опитва да убеди директора да го прогони. Най-съкровената му мечта е директора да разреши да оковава децата с вериги, висящи от тавана, за наказание.
Предшественикът на Аргус Филч е Аполион Прингъл, на когото Джеймс Потър и Сириус Блек измислят прякора „Апи“.